# دوناتلا توری
ماریا دوناتلا توری گاندولفی (ایتالیایی: Maria Donatella Turri Gandolfi؛ زادهٔ ۱۹۴۵) بازیگر اهل ایتالیا است.
از فیلم‌ها یا برنامه‌های تلویزیونی که وی در آن نقش داشته است، می‌توان به زن بی‌وفا، شادی زندگی و ازدواج ژاندارم اشاره کرد.